# Annie Edson Taylor

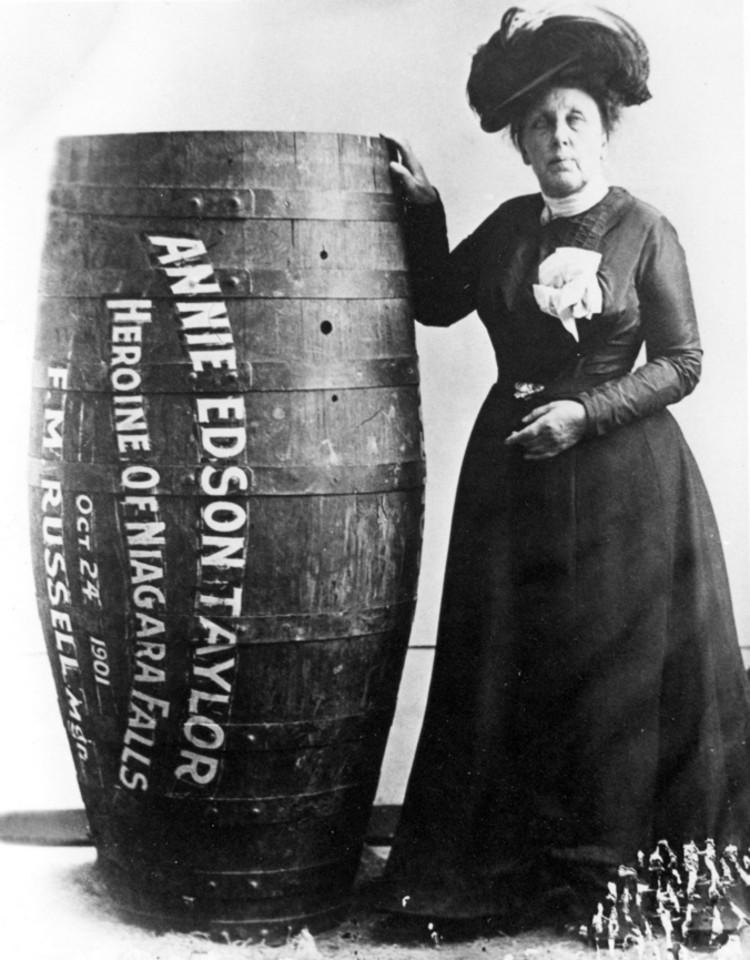
Retrato de Annie Edson Taylor

Annie Edson Taylor (24 de outubro de 1838 — 29 de abril de 1921) foi uma professora e aventureira estadunidense.
Ela entrou para a história quando, em 24 de outubro de 1901 (dia do seu 63º aniversário), tornou-se a primeira pessoa a sobreviver à descida das cataratas do Niágara dentro de um barril.

## A Aventura
Annie imaginou que descer as cataratas do Niágara seria uma forma de ganhar fama e dinheiro.
Ela projetou um barril de salmora modificado e impermeável, e contratou um agente para tornar o evento público. Ela comprimiu o ar no barril para 30 psi com uma bomba de bicicleta, amarrou-se entre travesseiros e usou uma bigorna para se equilibrar. Ela entrou no barril com seu gato e desceu as cataratas com vários repórteres e turistas assistindo a tudo.
Ela foi retirada de seu barril 17 minutos após ter descido as cataratas, com apenas um corte na cabeça. Este fato lhe rendeu a alcunha de "Heroína das Cataratas do Niágara".